# Goswin von Orsoy
Goswin von Orsoy (auch: Georg Orsov, Orsy, Orssoy; um 1450 in Wesel; † Sommer 1515 in Lichtenberg) war ein deutscher Theologe, Politiker und erster Kanzler der Universität Wittenberg.

## Leben
Orsoy ist erstmals 1467 nachgewiesen, als er an der Universität Köln ein Studium der freien Künste aufnahm. 1474 trat er in das Antoniterkloster Höchst ein und residierte seit 1483 als Generalpräzeptor des Antoniter-Ordens im Haus Lichtenbergk bei Prettin. Am 28. Juni 1485 bezahlte er dem Florentiner Bankhaus der Bini 190 Gulden für seine Provision der Antoniter-Präzeptorei in Höchst, die damals zur Diözese Mainz gehörte, deren Präzeptor er ebenso war.
Zudem war er  kurfürstlicher Rat Friedrichs des Weisen geworden und trug sich als erster Kanzler der Universität Wittenberg in die Matrikel der neu gegründeten Hochschule nach dem Gründungsrektor Martin Pollich ein. Viel hat er jedoch in dieser Eigenschaft nicht unternommen, da der Vizekanzler Pollich zum größten Teil seine Aufgaben wahrnahm und ihn in seinen Funktionen zum Beispiel bei Disputationen vertrat. Seine Nachfolge trat Wolfgang Reissenbusch an. Zudem ist von ihm ein Eintagsdruck bekannt.